# Henrique Luvannor
Luvannor Henrique de Sousa Silva (* 19. Mai 1990 in Campo Maior, PI), gemeinhin als Henrique Luvannor bekannt, ist ein brasilianisch-moldauischer Fußballspieler.

## Karriere

### Verein
Der Spieler begann seine Laufbahn 2009 beim Paranoá EC aus dem Distrito Federal do Brasil. Kurz danach wechselte er zum Morrinhos FC im Bundesstaat Goiás.
2011 ging er nach Moldau zu Sheriff Tiraspol. Dort konnte er mit seinem Team dreimal die moldauische Meisterschaft erringen. 2014 ging es dann in die Vereinigten Arabischen Emirate zu al-Shabab. Im Sommer 2017 wechselte er zu al-Ahli Dubai. Nach drei Jahren wechselte er erneut innerhalb der Vereinigten Arabischen Emirate und schloss sich al-Wahda an. Ab Juli 2021 stand er wieder bei seinem ehemaligen Verein Sheriff Tiraspol unter Vertrag.
Bereits im September des Jahres verließ er den Klub wieder. Luvannor hatte beim Al-Taawoun aus Saudi-Arabien unterzeichnet. Nachdem hier sein Kontrakt Anfang des Jahres 2022 ausgelaufen war, kehrte er nach Brasilien zurück, wo er beim Cruzeiro EC einen Vertrag unterzeichnete. Mit dem Klub konnte er im November des Jahres den Gewinn der Série B 2022 feiern (29 Spiele, 6 Tore). Luvannor machte den mit der Meisterschaft verbundenen Aufstieg in die Série A allerdings nicht mit. Für die Saison 2023 unterzeichnete er einen Kontrakt beim Ceará SC, welcher aus der Série A 2022 abgestiegen war. Am 27. Juni 2023 teilte Ceará mit, dass der Kontrakt im gegenseitigen Einvernehmen vorzeitig aufgelöst wurde. Luvannor wechselte im Anschluss zum dritten Mal zu Sheriff Tiraspol. Hier stand er bis Ende Januar 2024 unter Vertrag und bestritt zwölf Ligaspiele. Ende Januar 2024 zog es ihn nach Saudi-Arabien. Hier unterschrieb er einen Vertrag beim Zweitligisten Al-Bukiryah FC.

### Nationalmannschaft
2013 nahm er die Staatsbürgerschaft Moldaus an. Für die Nationalmannschaft Moldaus kam er bislang zu vier Einsätzen, bei denen er zwei Tore erzielte. Er wurde jedoch durch die FIFA gesperrt, weil er vor dem Einsatz nicht, wie nach den Regularien erforderlich, fünf Jahre in Moldawien gelebt hatte.

## Trivia
Sein Bruder Klysman Henrique ist ebenfalls professioneller Fußballspieler.

## Erfolge
Sheriff Tiraspol
- Moldauischer Meister: 2012, 2013, 2014
- Moldauischer Fußball-Supercup: 2013

Cruzeiro
- Série B: 2022

Ceará
- Copa do Nordeste: 2023

## Auszeichnungen
- Moldauischer Torschützenkönig: 2014 (26 Tore)